# Gare d'Ariza
La gare d'Ariza est une gare desservant le village d'Ariza, en Aragon. Elle est située au point kilométrique 205 sur la ligne reliant Madrid à Barcelone. Elle est inaugurée en 1863, lorsque le tronçon Medinaceli - Saragosse de la ligne de Madrid à Saragosse est mis en service. 